# Myosotis monroi
Myosotis monroi är en strävbladig växtart som beskrevs av Thomas Frederic Cheeseman. Myosotis monroi ingår i släktet förgätmigejer, och familjen strävbladiga växter. Inga underarter finns listade i Catalogue of Life.